# کولور
کولور (به اسپانیایی: Collor) یک کوه و محوطه باستانی در پرو است که در منطقه کاخامارکا واقع شده‌است.